# Поплавский мост
Поплавский мост (мост Паплауйос; лит. Paplaujos tiltas) — автодорожный металлический ферменный мост через реку Вильню в Старом городе Вильнюса, Литва. Мост включён в Реестр культурных ценностей Литовской Республики как объект регионального значения и охраняется государством (код 16765).

## Расположение
Располагается в створе улицы Паупё (Paupio gatve), соединяя части улицы, находящиеся в районе Заречье (Užupis), что на правом берегу Вильни, и в левобережном районе Паупис (Paupys, до 1939 года — Поплавы) соответственно.

## История
Деревянный мост, соединяющий Заречье с Поплавами, был построен на месте нынешнего моста еще в XVIII веке. В 1883 года было завершено строительство металлического моста по проекту инженера Феликса Ясинского. Стальные конструкции моста были изготовлены варшавским отделением фирмы „ Lilpop, Rau & Co “.
В 1955 году произведена реконструкция моста — деревянные конструкции проезжей части заменены на монолитную железобетонную плиту, которая была сверху заасфальтирована. Также был перестелен деревянный настил на тротуарах. В 1993 году Поплавский мост включён в Реестр культурных ценностей Литовской Республики.

## Конструкция

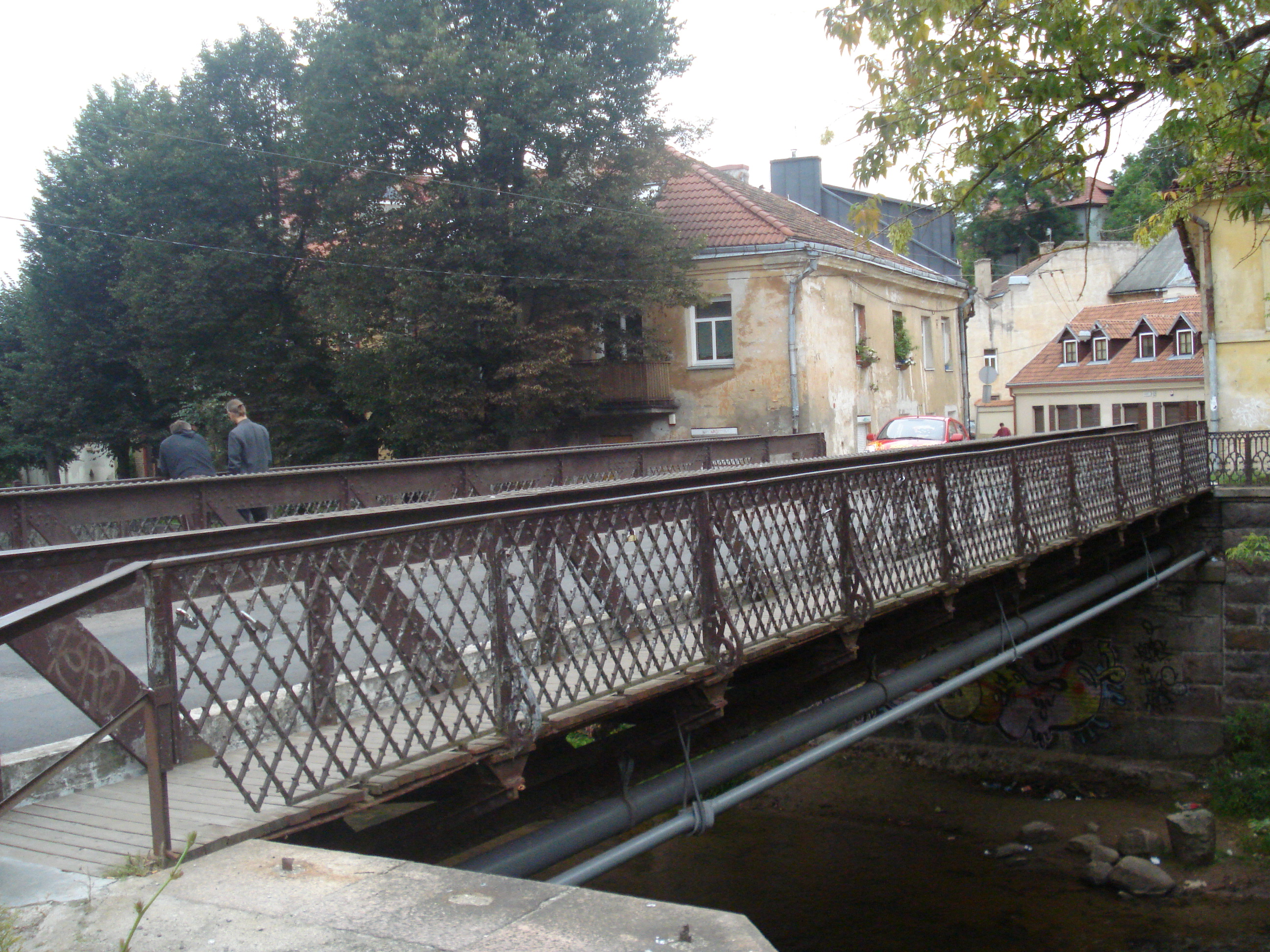
Поплавский мост со стороны левобережного берегового устоя

Мост однопролётный металлический ферменный (балочные фермы). Береговые устои каменные, облицованные тёсаными гранитными блоками. Пролётное строение составлено из двух стальных клёпанных ферм высотой 1,9 м, соединенных поперечными и диагональными стальными клёпанными балками. Общая длина моста составляет 20,25 м, ширина — 7,8 м (в том числе ширина проезжей части 4,68 м и два тротуара по 1 м).
Мост предназначен для движения автотранспорта и пешеходов. Проезжая часть включает в себя 1 полосу для движения автотранспорта. Покрытие проезжей части — асфальтобетон, тротуаров — деревянный настил. Тротуары вынесены на консоли, прикреплённые с внешней стороны ферм. Перильное ограждение металлическое.

## Поплавский мост в искусстве
- На Поплавском мосту сняты эпизоды видеоклипа группы „Gefilte Drive“ на песню «Ву из дос геселе» («Где эта улочка?»), считающуюся вариантом на идише (а возможно и прототипом[5]) песни «Крутится, вертится шар голубой»[6].